# Гандон (Сенегал)
Гандо́н (фр. Gandon) — деревня и сельская община (communauté rurale) в Сенегале, на территории области Сен-Луи. Входит в состав департамента Сен-Луи.

## Географическое положение
Деревня находится в северо-западной части Сенегала, к востоку от устья реки Сенегал, на расстоянии приблизительно 158 километров к северо-востоку от столицы страны Дакара. Абсолютная высота — 2 метра над уровнем моря.

## Население
По данным Национального агентства статистики и демографии Сенегала (Agence nationale de la statistique et de la démographie) численность населения Гандона в 2013 году составляла 40 763 человека, из которых мужчины составляли 51,25 %, женщины — соответственно 48,75 %.

## Транспорт
Через деревню проходит национальная автотрасса N2. Ближайший аэропорт расположен в городе Сен-Луи.